# Miriam Dubini
Miriam Dubini (Milano, 25 marzo 1977 – 19 agosto 2018) è stata una scrittrice, drammaturga e attrice teatrale italiana.
Specializzata nel teatro e nella letteratura per bambini e ragazzi, è morta il 19 agosto 2018 a 41 anni in seguito a un incidente stradale occorsole circa un mese prima.

## Biografia
Milanese, è cresciuta nella zona di via Filippo Meda, con un fratello minore di tre anni. È nipote di Marco Dubini, arciere di rievocazioni storiche a capo de "La Compagnia Bianca", fratello di suo padre Alberto. Grande appassionata di pedalate in bicicletta da quando la usava giornalmente per recarsi alla scuola media (dava persino un nome a ogni sua bici), si è appassionata alla scrittura a 14 anni, redigendo il suo diario. Ha poi iniziato a copiare brani di libri che le piacevano particolarmente e a frequentare seminari tenuti da scrittori. Ha ottenuto la maturità classica al Ginnasio - Liceo Cesare Beccaria. Studentessa di Semiotica all'Università Cattolica del Sacro Cuore, ha scritto un'opera teatrale, Mascella d'acciaio, nell'ambito di "Scopri il tesoro 2000", un progetto dell'Università Statale di Milano in collaborazione con RCM (Rete Civica di Milano); nella primavera del 1999 l'opera andava in scena, con successive repliche al Piccolo Teatro e al Teatro Ciak. 
A inizio 2001 partiva per un Erasmus di 90 giorni a Monaco di Baviera. A febbraio trovava un lavoro da educatrice nell'ambito dei laboratori della ludoteca boomerang, situata nella periferia nord-ovest della città; apprendendo dai bambini la lingua tedesca, insegnava loro a recitare. A giugno mettevano in scena Ein Drache als Freund (Un drago per amico). Lasciata la ludoteca, si è dedicata interamente agli studi e, per concludere l'Erasmus, a Monaco è dovuta rimanere fino alla fine dell'anno.
Desiderosa di rivivere in Italia la divertente esperienza teatrale coi bambini, inviava il suo curriculum a tutte le compagnie milanesi di teatro per ragazzi. Contattata dalla compagnia teatrale Ditta Gioco Fiaba, ne è divenuta membro. Nel frattempo si laureava con una tesi sulla narrazione delle fiabe, e passava poi le selezioni per il master in "Scrittura e produzione per la fiction e il cinema", e per il corso di Sceneggiatura del fumetto all'Accademia Disney, continuando a studiare.
Con la compagnia Ditta Gioco Fiaba ha dato il suo contributo alla realizzazione di uno spazio scenico interamente dedicato all’infanzia: il Teatro nel Trotter, situato al Parco Trotter, dove ha lavorato come drammaturga, attrice, scenografa, costumista, truccatrice, cassiera e factotum. Appassionata di giochi ideati e realizzati con materiali di riciclo, vi ha inoltre tenuto dal 2003 dei laboratori per bambini, e dal 2006 ha ideato e realizzato questo stesso tipo di giochi per il mensile Art Attack magazine, pubblicazione italiana del noto programma televisivo Art Attack. Nello stesso anno il suo insegnante dell'Accademia Disney le chiedeva di sostituirlo nella scrittura di spettacoli circensi per Ambra Orfei e la sua compagnia. Ha quindi scritto spettacoli ed eventi circensi seguendo anche la compagnia nelle tournée, fino al 2008, anno in cui ha concluso anche la sua esperienza teatrale.
Trasferitasi poi a Londra, ha scritto il suo primo romanzo, incentrato su Leila Blue, una strega bambina che vive proprio nella capitale britannica: il romanzo ha trovato pubblicazione nel 2010 per Arnoldo Mondadori Editore.
Nello stesso anno è tornata in Italia, trasferendosi però a Roma, chiamata a scrivere la sceneggiatura di un film per ragazzi per la IIF di Fulvio Lucisano, poi non girato. Innamoratasi della città e di un romano, decideva di rimanervi per scrivere narrativa a tempo pieno, tornando saltuariamente a Milano per il suo lavoro su Art Attack magazine.
Nel maggio 2012 ha visto la luce il primo volume del suo secondo ciclo narrativo fantasy, Aria, incentrato su un ragazzo e una ragazza romani di Corviale, appassionati di bicicletta.
Nel 2013 ha concluso il suo rapporto con Art Attack magazine, e da novembre ha iniziato a tenere laboratori creativi per bambini nelle scuole e in altre sedi.
La sua serie di romanzi per bambini Leila Blue ha ottenuto un successo mondiale, tradotta in ben sette lingue.
A gennaio 2016 ha dato alla luce un bimbo, Enrico.
Non avendo più l'automobile e usando prevalentemente la bicicletta, con ogni probabilità è la ciclista scontratasi con un tir martedì 17 luglio 2018 in via di Portonaccio, in zona Casal Bertone, e portata in gravi condizioni al Policlinico Umberto I.
Le ceneri riposano in una celletta del Cimitero Maggiore di Milano.
Per ricordarla, la terza edizione dell'iniziativa “A Caccia di Storie” si è arricchita di una borsa di studio rivolta ai talenti che nelle loro storie toccano temi sociali con protagoniste femminili. La borsa di studio, voluta e sostenuta da Amref Health Africa, la più grande ong che si occupa di salute nel continente nero, è stata annunciata il 31 ottobre 2019 a Lucca Comics & Games ed è stata assegnata per la prima volta durante “A Caccia di Storie” 2020, il residenziale di formazione pratica per autori di narrativa per bambini e ragazzi, organizzato da Lucca Crea Srl (organizzatrice di Lucca Comics & Games e altre manifestazioni), Book on a Tree e dalla Fondazione Nazionale Carlo Collodi, con la collaborazione di Edizioni Piemme - Il Battello a Vapore.

## Opere
Narrativa
- 2010 – Leila Blue. L'incanto della prima strega (Mondadori)
- 2010 – Leila Blue. La musica della luna (Mondadori)
- 2011 – Mamma, ho linfolenza! (Mondadori)
- 2011 – Leila Blue. Il sortilegio clorofilla (Mondadori)
- 2011 – Leila Blue. Le libellule adamantine (Mondadori)
- 2012 – Leila Blue. Un granello di magia (Mondadori)
- 2012 – Leila Blue. Il prodigio del buio (Mondadori)
- 2012 – Aria. Messaggio per me (Mondadori)
- 2012 – Aria. Il volo della rondine (Mondadori)
- 2013 – Aria. La danza delle stelle cadenti (Mondadori), uscito singolarmente in e-book, cartaceo in Aria. La trilogia completa
- 2014 – Le raccapriccianti avventure di una maestra mannara (Piemme, Il Battello a Vapore)
- 2014 – Il magico mondo di Leila Blue. Disegna • Colora • Crea (Anaya)
- 2015 – Non toccate la Terra. Cinque ragazzi contro un gigante: l'ILVA (Rizzoli)
- 2015 – Superbau! (Piemme, Il Battello a Vapore)
- 2015 – Non mi piace leggere (Mondadori)
- 2015 – Ci siamo anche noi! Davide e altre incredibili storie di bambine e bambini nella Bibbia (Edizioni Ares)
- 2015 – Il babbo di Babbo Natale (Mondadori)
- 2015 – Lo zio riciclatutto (Mondadori)
- 2016 – Un'orrenda gita con la maestra mannara (Piemme, Il Battello a Vapore)
- 2016 – Storie del cielo e della terra (Edizioni Ares)
- 2017 – La valigia che sa volare (amref)
- 2017 – Il viaggio di Sama e Timo (Piemme, Il Battello a Vapore)
- 2017 – Non mi piace scrivere (Mondadori)
- 2018 – C'è un lupo nel tablet! (Mondadori)
- 2018 – Polvere nera (Solferino)
- 2018 – Nathan Never (Sergio Bonelli Editore)[16]
- 2019 – Il ladro di pannolini (Mondadori), postumo

Teatro
- 1999 – Mascella d'acciaio
- 2004 – Lady Befana: musical di canti sguaiati e fili colorati
- 2004 – Melania non dorme mai, selezionato per la sezione ragazzi del Festival Tramedautore
- 2005 – Farfalle con i guanti

Spettacoli circensi
- 2006 – Natale nello spazio
- 2007 – La gang del Parco
- 2008 – Fantasticherie leonardesche
- Eventi aziendali (2006-2008)